# Histoire de Manchester

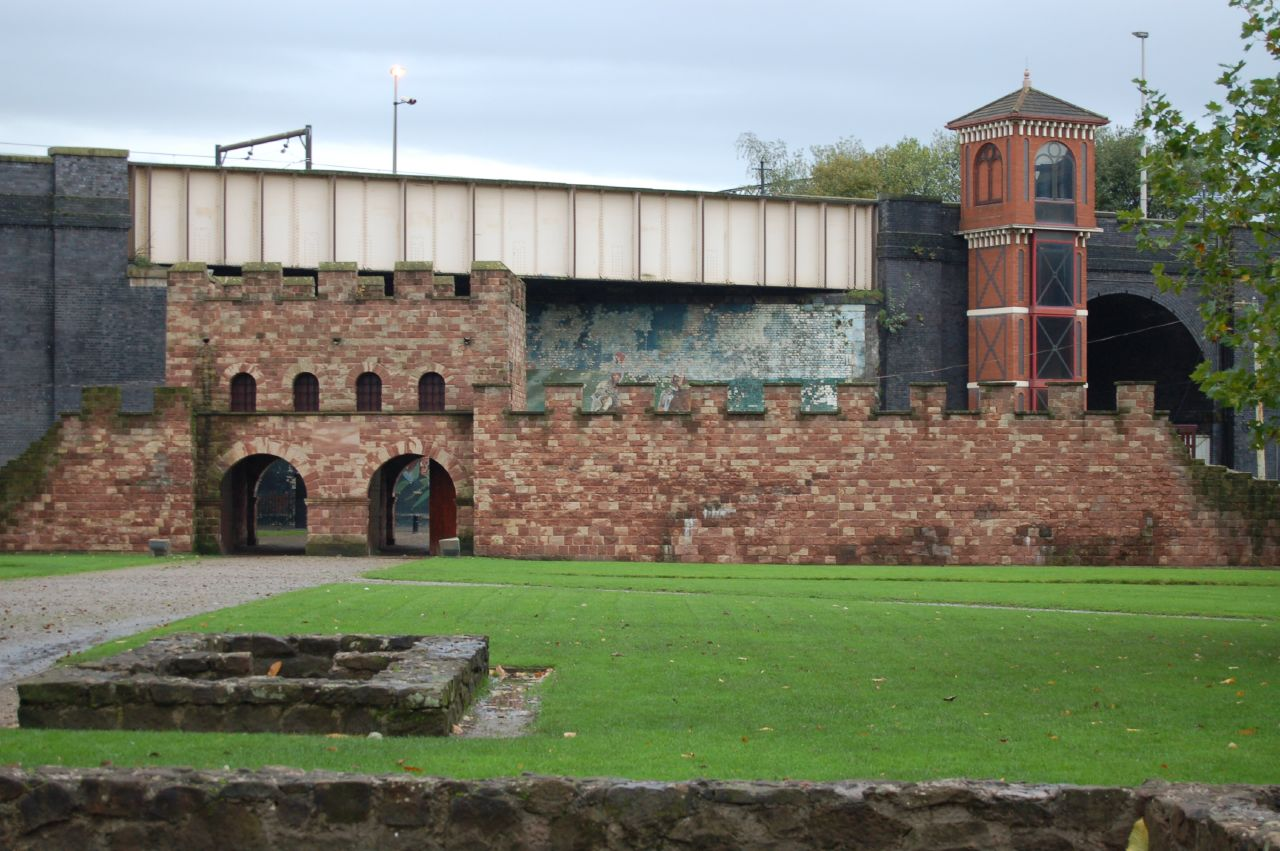
Reconstitution d'une porte du fort de Mamucium.

L'histoire de Manchester a vu passer cette ville d'un petit fort romain à une des plus importantes métropoles industrielles du Royaume-Uni et même du monde. La ville de Manchester commence à croître à une vitesse étonnante au XIXe siècle, grâce au fort développement de l'industrie du textile au cours de la révolution industrielle.
La ville de Manchester voit naître la première station de chemin de fer destinée à transporter des passagers, ainsi que d'autres réalisations scientifiques. Mais au milieu du XXe siècle l'économie industrielle de la ville commence à décliner, ce qui cause d'importants problèmes sociaux. En 1996, le centre-ville est l'objet d'un attentat revendiqué par l'IRA, le plus important sur le sol de la Grande-Bretagne, qui fait 200 blessés mais pas de morts. La ville demeure tout de même aujourd'hui une ville post-industrielle majeure du Royaume-Uni, à la suite de divers investissements.

## Origine
La région où est aujourd'hui situé Manchester était autrefois le territoire des Brigantes, une importante tribu celtique vivant au nord de l'Angleterre actuelle. Ceux-ci ont alors une forteresse localisée sur un affleurement rocheux où se tient actuellement la cathédrale de Manchester, face à la rive de l'Irwell. Leur territoire s'étend sur de vastes plaines fertiles, à l'emplacement des actuelles villes de Salford et de Stretford. À la suite de la conquête de la Grande-Bretagne par les Romains au Ier siècle, le général romain Cnaeus Julius Agricola ordonne la construction du fort de Mamucium en 79, afin de préserver les intérêts romains à Deva Victrix (Chester) et Eboracum (York) des attaques des Brigantes. L'emplacement du centre de Manchester est resté le même depuis cette époque. Une partie des fondations du fort romain est encore visible à Castlefield. L'occupation romaine de la ville prend certainement fin aux alentours du IIIe siècle ; les habitations civiles semblent avoir été abandonnées au milieu du IIIe siècle, mais le fort conserve probablement une petite garnison jusqu'à la fin du IIIe siècle ou le début du VIe siècle.
Au moment de la conquête normande en 1066, la ville s'est déplacée vers la confluence des rivières Irwell et Irk. Une vaste partie de la région est laissée à l'abandon après que les Normands ont dévasté le nord de l'Angleterre,.

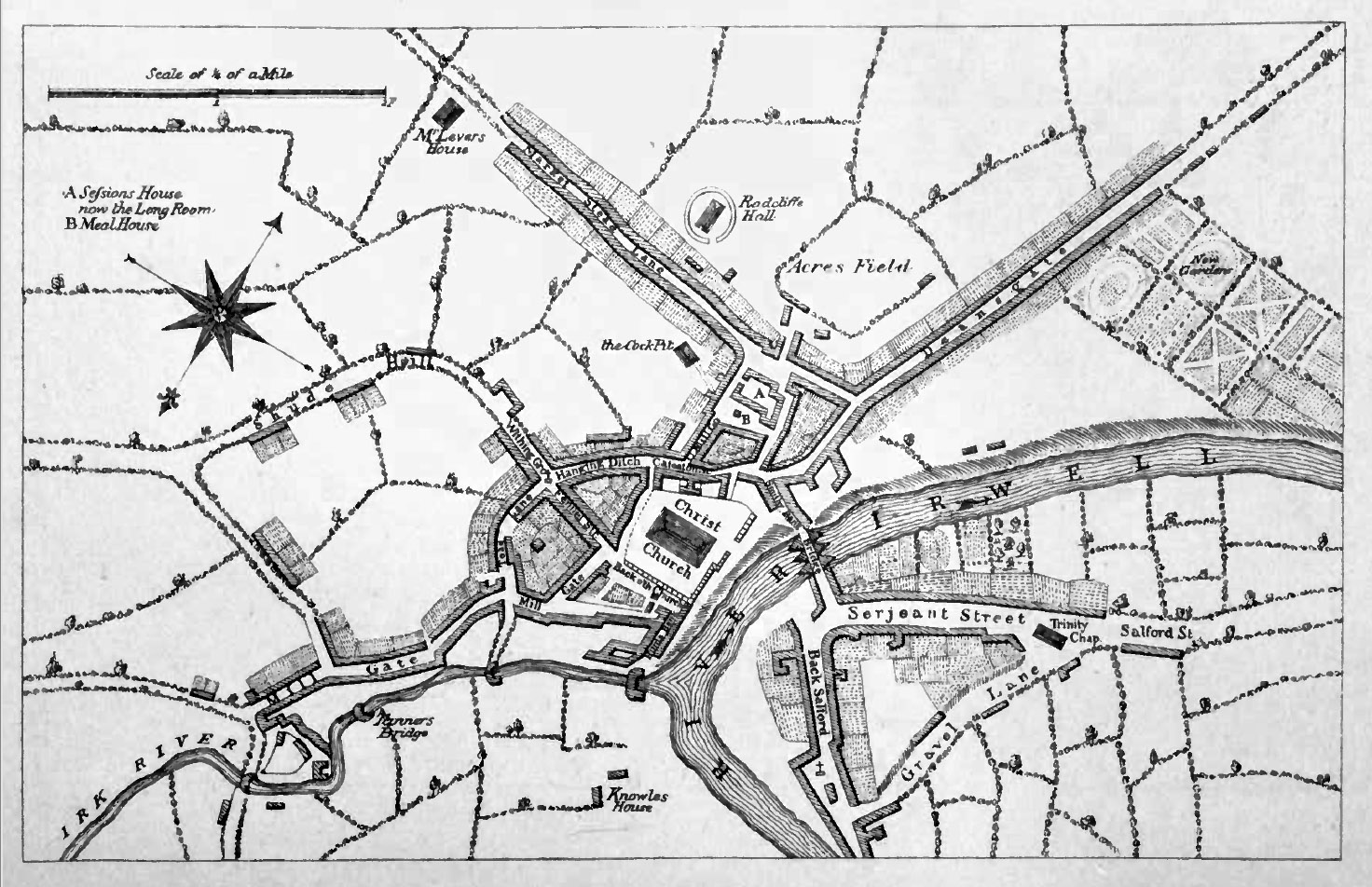
Carte de Manchester vers 1650.

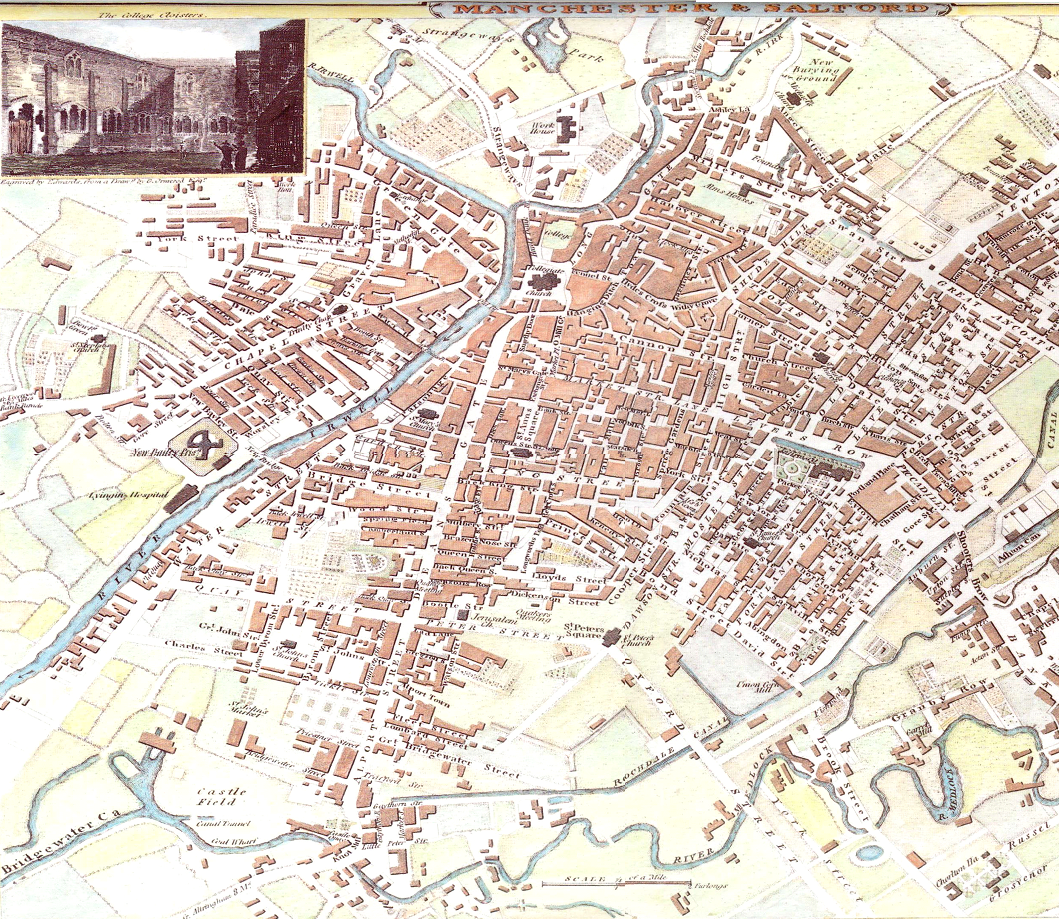
Carte de Manchester et de Salford en 1801.

Le seigneur Thomas de la Warre fonde une collégiale pour la paroisse de Manchester en 1421. L'église est aujourd'hui devenue la cathédrale de Manchester ; les anciens locaux de la collégiale abritent maintenant l'école de musique et la bibliothèque de Chetham,. On mentionne par ailleurs l'existence d'un marché à Manchester en 1282.
Vers le XIVe siècle, Manchester accueille un afflux de tisserands flamands. Pour certains, c'est cette immigration qui est à l'origine du développement de l'industrie textile dans la région. Manchester prend en effet une importance notable dans la fabrication et le commerce de lainage et de toile et, vers 1540, cette activité s'est développée à tel point que John Leland décrit la ville comme « la plus attirante, la mieux construite et la plus peuplée des villes de tout le Lancashire ». La cathédrale et les bâtiments de Chetham sont les seuls vestiges du Manchester de Leland qui nous sont parvenus.
Le XVIIe siècle voit l'usage du coton se développer significativement, tout d'abord avec la production de futaine (étoffe croisée et pelucheuse qui servait à faire des jupons, des doublures, des camisoles) en coton et lin, puis, vers 1750, avec la production de tissus en coton pur, qui devient alors d'usage plus courant encore que la laine. L'Irwell et la Mersey sont rendues navigables en 1736, ouvrant une route maritime entre Manchester et le port situé en aval sur la Mersey. Le canal de Bridgewater, première voie d'eau entièrement artificielle de Grande-Bretagne, est ouvert en 1761. Il permet d'apporter le charbon provenant de Worsley dans Manchester même. Le canal est prolongé vers la Mersey en 1776. Par ailleurs, les progrès de l'industrie permettent de réduire de moitié le coût du charbon et donc de diviser les coûts de transport du coton par deux,. Le marché de Manchester recueille à l'époque la majorité des textiles produits dans les villes environnantes. Une bourse de commerce est ouverte en 1729, et la présence de nombreux grands entrepôts facilite les échanges.
En 1780, Richard Arkwright commence la construction de la première usine de filage de coton,.

## La révolution industrielle

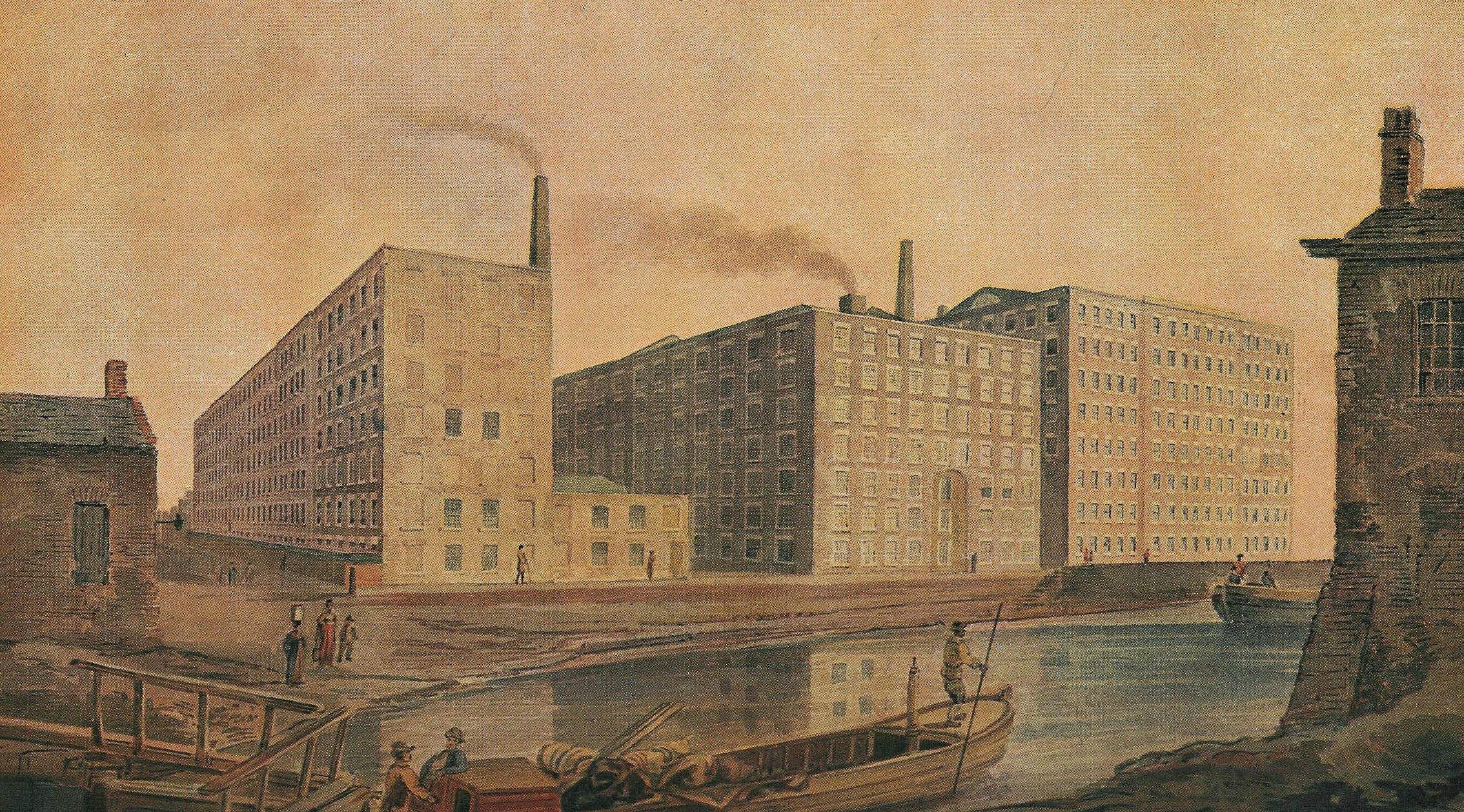
Usines de filage du coton à Ancoats vers 1820.

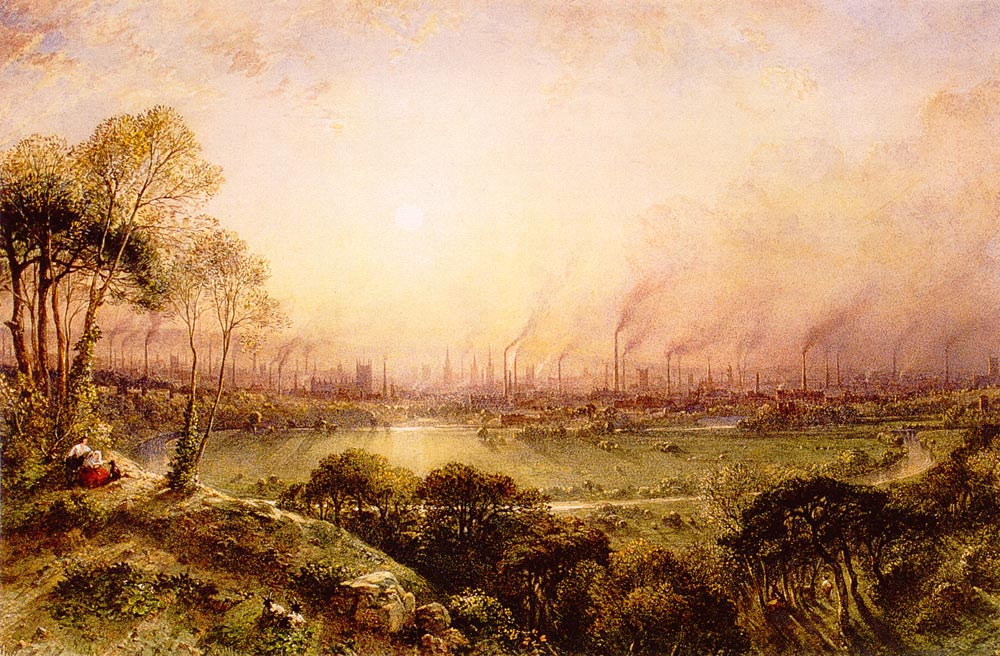
Manchester from Kersal Moor, par William Wyld en 1857. Manchester acquiert au début du XIXe siècle le surnom de « Cottonopolis » en raison de ses nombreuses usines de textile.

Durant la révolution industrielle, l'histoire de Manchester est fortement liée à celle de l'industrie textile. La grande majorité des usines de filage du coton se situe alors au sud du Lancashire et au nord du Cheshire, et Manchester est le siège d'une importante industrie de travail du coton, puis devient plus tard le plus important carrefour commercial pour les produits issus de cette industrie,. Ainsi, Manchester se voit surnommée « Cottonopolis », ou encore « la ville des entrepôts », durant l'ère victorienne. En Australie, en Nouvelle-Zélande et en Afrique du Sud, le terme « manchester » est utilisé pour désigner divers objets en toile de lin : draps, taies d'oreillers, serviettes, etc.
La ville de Manchester commence à s'étendre à une vitesse étonnante au milieu du XIXe siècle, à la faveur d'une urbanisation incontrôlée causée par la révolution industrielle. Un grand nombre d'industries s'implantent dans la ville, faisant d'elle en 1835 « sans conteste la ville la plus industrialisée du monde ». Les industries de construction mécanique fabriquent à l'origine des machines pour le travail du coton, mais se diversifient pour devenir plus générales. Par exemple, l’entreprise Nasmyth, Gaskell and Company spécialisée dans la fabrication de machines-outils et des locomotives est créée en 1836 dans le quartier de Patricroft à Salford, près de Manchester. De même, l'industrie chimique qui fabriquait initialement des produits de blanchiment et des colorants se tourne vers d'autres débouchés. Le commerce est soutenu par les banques et les assurances. De larges infrastructures de transport et de distribution sont mises en place pour approvisionner la population croissante en nourriture et autres biens de consommation : le système de canaux est étendu et Manchester devient le terminus du premier chemin de fer reliant deux villes – le Liverpool and Manchester Railway. La concurrence entre les différents moyens de transport permet de maintenir les prix assez bas. En 1878, le General Post Office, précurseur de British Telecom, vend ses premiers téléphones à une firme de Manchester.
Le canal maritime de Manchester (Manchester Ship Canal) est créé en canalisant les rivières Irwell et Mersey sur 58 km, de Salford à l'estuaire de la Mersey. Cela permet notamment aux bateaux en provenance de l'océan d'arriver directement au port de Manchester. Sur les rives du canal, à l'extérieur de la ville, la première zone industrielle du monde est créée à Trafford Park. De grandes quantités de machines, principalement destinées au travail du coton, sont exportées dans le monde entier.
La fin des guerres napoléoniennes en 1815 a eu pour conséquence des périodes de famine et de chômage chroniques qui étaient exacerbées par l'introduction des Corn Laws. Le 16 août 1819, un rassemblement ouvrier réunit près de soixante mille personnes pour réclamer l'établissement du suffrage universel. Sur ordre des magistrats, la marche est réprimée par la milice montée (la Yeomanry), avec l’aide de l’armée régulière. Au cours de la charge, 16 à 18 personnes sont tuées et plus de 650 blessées, dont environ un quart sont des femmes. Le « massacre de Peterloo » est depuis lors considéré comme l'un des évenements fondateur de l'histoire ouvrière britannique.

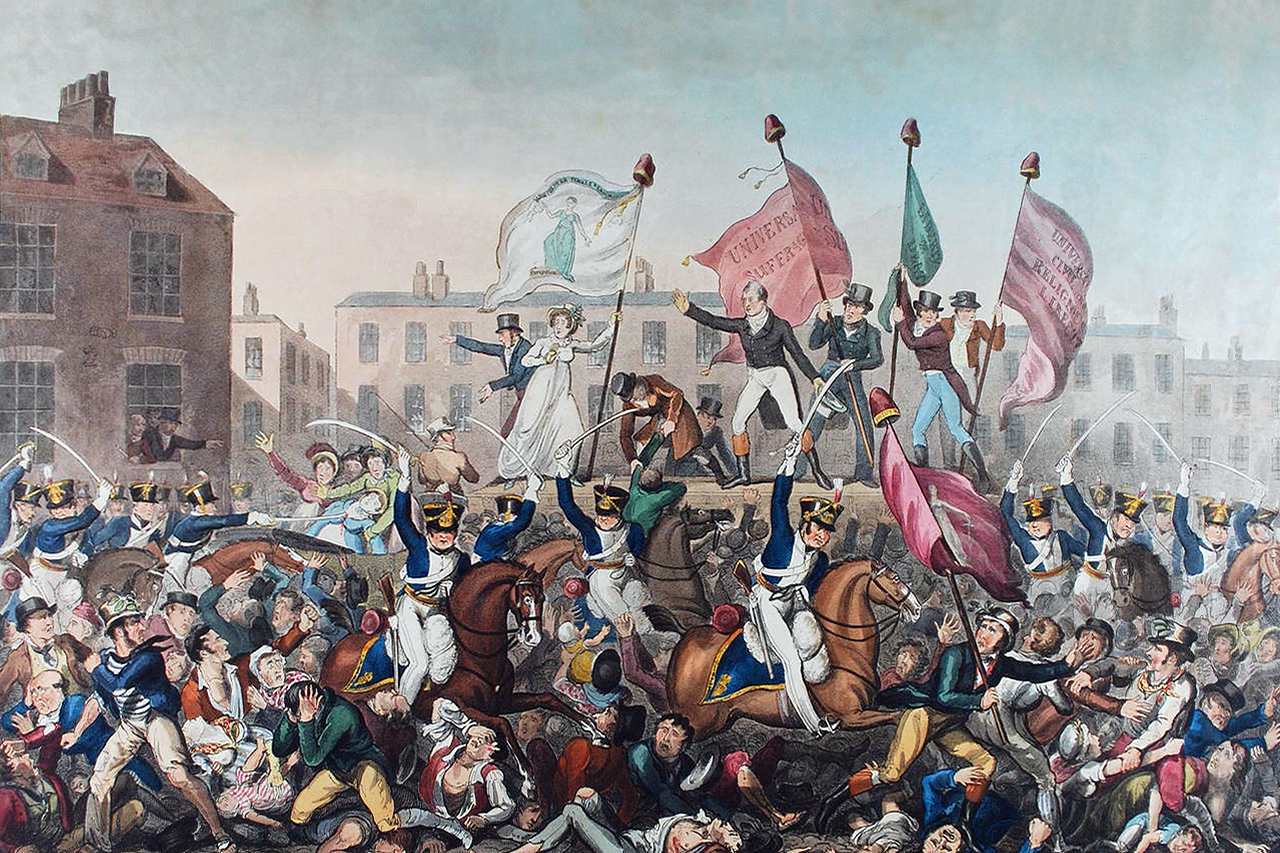
Le massacre de Peterloo de 1819 fait 15 morts et plusieurs centaines de blessés.

Occupant une place majeure dans le modèle économique capitaliste, Manchester est régulièrement le théâtre d'émeutes et autres manifestations du mécontentement de la classe ouvrière qui souhaite améliorer ses conditions de travail et de vie. L'exemple le plus célèbre est le massacre de Peterloo du 16 août 1819, au cours duquel la cavalerie chargea une manifestation pacifique de 60 000 à 80 000 personnes rassemblées pour demander une réforme de la représentation parlementaire, faisant 15 morts et plusieurs centaines de blessés. La ville est le sujet du livre de Friedrich Engels La situation de la classe laborieuse en Angleterre. Ce dernier a d'ailleurs vécu de longues années dans les environs de Manchester et connaît bien la ville. Le premier Trades Union Congress a lieu à Manchester (au Mechanics Institute, dans David Street) du 2 au 6 juin 1868. Manchester est également l'un des berceaux du Parti travailliste et du mouvement des suffragettes.
Manchester fait à cette époque preuve d'un dynamisme étonnant : de nouveaux processus industriels apparaissent, une nouvelle façon de penser (l'école de Manchester promeut le libre marché et la politique du « laissez-faire »), de nouvelles classes sociales, de nouvelles sectes religieuses et de nouvelles formes d'organisation du travail se développent dans la ville. Manchester attire alors des visiteurs érudits provenant de toute l'Europe. Un dicton illustrant ce fort sens de l'innovation explique : « ce que Manchester fait aujourd'hui, le reste du monde le fera demain »,,. Manchester atteint certainement son âge d'or au cours du dernier quart du XIXe siècle. Plusieurs des grands édifices publics de la ville, dont l'hôtel de ville, datent de cette époque. L'atmosphère cosmopolite et enthousiaste de la ville contribue à rendre dynamique sa vie culturelle, à travers l'orchestre Hallé notamment.
Si la révolution industrielle a fait la richesse de la ville, elle a aussi conduit une grande partie de la population à la misère. Ainsi, l'historien Simon Schama note que « Manchester représente le meilleur comme le pire dans des extrêmes effrayants, une nouvelle sorte de ville ; les cheminées des banlieues industrielles vous saluent avec des colonnes de fumée ».
Le nombre d'usines de coton de Manchester atteint un pic avec 108 unités en 1853. Par la suite, ce nombre commence à décroître et Manchester perd son statut de plus grand centre de filage du coton au profit de Bolton en 1850, puis de Oldham dans les années 1860. Toutefois, cette période de recul de l'activité textile correspond au développement de la ville comme centre financier de la région. Manchester poursuit la transformation du coton et, en 1913, 65 % du coton du monde est transformé dans la région. La Première Guerre mondiale interrompt un temps l'accès aux marchés extérieurs, et le travail du coton se développe un peu partout dans le monde, souvent avec des machines fabriquées à Manchester. Par la suite, la ville est très touchée par la Grande Dépression et les vieilles industries de la ville commencent à reculer, y compris les industries textiles.

## L'après-guerre
Comme tout le Royaume-Uni, la région de Manchester est très impliquée dans la Seconde Guerre mondiale. Par exemple, les ateliers de machinisme de la compagnie ferroviaire Beyer-Peacock and Company fabriquent des bombes, l'usine de caoutchouc Dunlop de Chorlton-on-Medlock fabrique des ballons de barrage, et à Trafford Park les ingénieurs de Metropolitan-Vickers font des bombardiers Avro Manchester et Avro Lancaster, tandis que Ford fabrique les moteurs Rolls-Royce Merlin destinés à ces avions. Manchester est la cible des bombardiers Heinkel 111 et Dornier 17 de la Luftwaffe à de très nombreuses reprises et, à partir de 1940, les raids aériens visent des cibles civiles. Le bombardement le plus important a lieu durant le « Christmas Blitz », pendant les nuits du 22 au 23 décembre et du 23 au 24 décembre 1940, quand environ 467 tonnes d'explosifs et plus de 37 000 bombes incendiaires s'abattent sur la ville. Une grande partie du centre historique est détruit, dont notamment 165 entrepôts, 200 établissements financiers et 150 bureaux. 376 personnes sont tuées et 30 000 maisons sont endommagées. La cathédrale de Manchester fait partie des bâtiments sérieusement endommagés, et sa restauration dure une vingtaine d'années.
Du 15 au 21 octobre 1945, la ville abrite le Congrès panafricain, auquel participe quelque 200 délégués représentant des organisations africaines et caribéennes.
La transformation et le commerce du coton continuent de s'effondrer après la guerre. En 1963 le port de Manchester est le troisième port du Royaume-Uni, et emploie plus de 3 000 hommes, mais le canal devient vite inutilisable pour les navires de plus en plus imposants. Le trafic décline donc progressivement, et le port finit par fermer en 1982. L'industrie lourde souffre à partir des années 1960, et est fortement réduite à la suite des réformes du gouvernement de Margaret Thatcher à partir de 1979. Manchester voit 150 000 emplois disparaître dans le secteur secondaire entre 1961 et 1983.
La ville entame sa reconstruction à la fin des années 1980, grâce à des initiatives telles que le Metrolink, le Bridgewater Concert Hall, le Manchester Evening News Arena et le réaménagement du port à Salford. Les deux tentatives pour accueillir les Jeux olympiques marquent également la volonté de la ville de retrouver un prestige international.
Manchester a connu au cours de son histoire diverses attaques attribuées à des républicains irlandais, comme les martyrs de Manchester en 1867, l'incendie de 1920, une série d'explosions en 1939 et deux bombes en 1992. À 11 h 20 le samedi 15 juin 1996, l'IRA fait exploser 1 500 kg d'explosifs dans une camionnette sur la Corporation Street près du carrefour avec Market Street. Cette bombe est la plus grosse ayant jamais explosé sur le sol anglais, et elle fait plus de 200 blessés (le secteur proche de la bombe a pu être évacué avant l’explosion) endommageant au passage plusieurs bâtiments voisins et faisant voler en éclats les vitres alentours. Le coût direct de cet attentat est estimé à l'origine à 50 millions de livres sterling, mais est rapidement revu à la hausse. Finalement, les dépenses s'élèvent à 400 millions de livres ; plusieurs commerces ne se remettent pas des pertes engendrées. D'autres quartiers ont été réaménagés à cette époque comme Hulme.

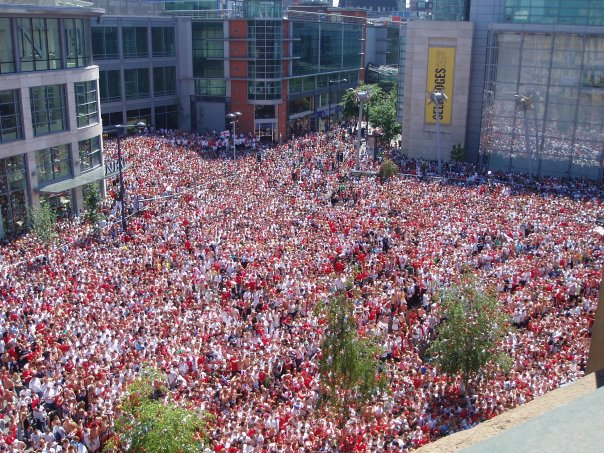
L'Exchange Square lors de la retransmission d'un match de la coupe du monde de football.

Grâce à l'investissement qui a suivi l'attentat de 1996 et aux XVIIe jeux du Commonwealth, le centre-ville de Manchester fait l'objet d'une reconstruction de grande envergure,,. Des lieux nouveaux ou rénovés comme The Printworks et The Triangle deviennent populaires pour faire du shopping ou se divertir. Le Manchester Arndale est le plus grand centre commercial du Royaume-Uni.
De vastes parties de la ville datant des années 1960 ont été détruites puis reconstruites, ou modernisées par l'emploi de matériaux comme le verre et l'acier. Les vieilles filatures ont été reconverties en appartement modernes, Hulme a subi une rénovation importante, et des appartements ont pu voir le jour. Avec ses 169 mètres et 47 étages, Beetham Tower, achevée en 2006, est le bâtiment le plus haut du Royaume-Uni en dehors de Londres, et le plus grand bâtiment à vocation résidentielle d'Europe de l'Ouest. Les 23 étages inférieurs constituent l'hôtel Hilton, et les 24 autres abritent des appartements. En janvier 2007, le Casino Advisory Panel accorde une licence à Manchester pour construire le seul supercasino du Royaume-Uni, afin de rénover les quartiers Est de la ville, mais en mars la Chambre des lords rejette le projet avant que la chambre des communes n'ait à se prononcer. Ce projet est aujourd'hui abandonné.
Le 22 mai 2017, un attentat-suicide à la sortie d'un concert d'Ariana Grande à la Manchester Arena, revendiqué par l'organisation État islamique, tue 23 personnes, dont l'attaquant, et en blesse plus de 800. Il s'agissait de l'attaque terroriste la plus meurtrière et du premier attentat-suicide en Grande-Bretagne depuis les attentats de Londres du 7 juillet 2005. Il a provoqué une condamnation dans le monde entier et a changé le niveau de menace du Royaume-Uni en « critique » pour la première fois depuis 2007.
Manchester est aujourd'hui considérée par la presse internationale, la population anglaise et certains ministres du gouvernement britannique comme la seconde ville du Royaume-Uni. Un sondage de 2007 réalisé par la BBC lui attribue la place de deuxième ville du Royaume-Uni devant Birmingham et Liverpool. Les critères de classement des villes sont en fait mal définis. Manchester n'est pas la deuxième ville par le nombre d'habitants, mais les critères culturels et historiques pèsent également pour obtenir cette reconnaissance pour certains. Ce titre, non officiel, est pourtant traditionnellement attribué à Birmingham, et ce depuis le début du XXe siècle.